# Nino Machaidze
Nino Machaidze (en georgiano : ნინო მაჩაიძე), (Tiflis, 8 de marzo de 1983) es una soprano de coloratura, originaria de Georgia.

## Trayectoria
Tomó cursos de canto y de piano en el conservatorio de Tiflis. Comenzó su carrera lírica  manteniendo sucesivamente los roles de Norina (Don Pasquale), Zerlina (Don Giovanni) y Rosina (El barbro de Sevilla) en el Teatro Paliachvili de Tiflis. Posteriormente, una vez diplomada, fue admitida en la Academia del Teatro de la Escala de Milán, donde cantó el rol de Laureta en Gianni Schicchi de Puccini y el de María en La hija del regimiento de Donizetti, en 2007. Ese mismo año logró el premio Leyla Gencer. 
La carrera de Machaidze tomó un gran impulso internacional en 2008, en el Festival de Salzburgo. Anna Netrebko, entonces encinta, no pudo cumplir su compromiso en Romeo y Julieta, la ópera de Gounod y Machaidze la reemplazó en el rol de Julieta, con Rolando Villazón como Romeo.
Ha desempeñado roles de gran importancia en teatros como el Teatro Comunale de Boloña, el Teatro de la Moneda en Bruselas, el Theater an der Wien, la Ópera de Los Ángeles y el prestigioso Metropolitan Opera de Nueva York donde debutó en enero de 2011 el rol de Gilda (Verdi). En 2011, pasó por el Royal Opera House y el Covent Garden con Romeo y Julieta y por la Ópera de París con Rigoletto antes de su regreso al Teatro de La Scala y al Gran Teatro del Liceo de Barcelona.

## Discografía
- Fedora, de Giordano, en el rol de la condesa Olga Sukarov, con Angela Gheorghiu, y Plácido Domingo. Orquesta y coros de La Moneda. Deutsche Grammophon, 2010.
- Romantic Arias, de Rossini, Donizetti, Massenet, Bellini, Gounod, con la orquesta del Teatro Comunale di Bologna. Sony, 2011.
- Rigoletto de Giuseppe Verdi, en el rol de Gilda, con Leo Nucci en el rol de Rigoletto. Grabado en el Teatro Regio di Parma. Blu-ray, en C Major, 2013.
- Los puritanos de Bellini, en el rol de Elvira, con Juan Diego Florez grabado en el Teatro Comunale di Bologna, DECCA
- Arias y escenas, con la Orquesta nacional de Francia, dirigido por Daniele Gatti, Sony, 2013.